# Isthmohyla
Isthmohyla (лат.) — род бесхвостых земноводных из семейства квакш. Род был воссоздан в 2005 году после серьезной ревизии семейства Hylidae. Ранее все представители рода входили в род Hyla. Название рода происходит от слов лат. Isthmus — «перешеек» и лат. Hyla — «квакша» и связано с ареалом лягушек данного рода — Гондурас, Коста-Рика и Панама, располагающихся на Панамском перешейке.

## Классификация
На январь 2023 года в род включают 14 видов:
- Isthmohyla angustilineata (Taylor, 1952) — Тонкополосая квакша
- Isthmohyla calypsa (Lips, 1996)
- Isthmohyla debilis (Taylor, 1952) — Бронзовоглазая квакша
- Isthmohyla graceae (Myers & Duellman, 1982) — Двухполосая квакша
- Isthmohyla infucata (Duellman, 1968)
- Isthmohyla insolita (McCranie, Wilson & Williams, 1993)
- Isthmohyla lancasteri (Barbour, 1928) — Бугорчатая квакша
- Isthmohyla picadoi (Dunn, 1937) — Двузубая квакша
- Isthmohyla pictipes (Cope, 1875) — Желтоногая квакша
- Isthmohyla pseudopuma (Gunther, 1901) — Тиховодная квакша
- Isthmohyla rivularis (Taylor, 1952) — Речная квакша
- Isthmohyla tica (Starrett, 1966) — Оранжевоногая квакша
- Isthmohyla xanthosticta (Duellman, 1968) — Желтопятнистая квакша
- Isthmohyla zeteki (Gaige, 1929) — Плоская квакша